# Yves Bossart

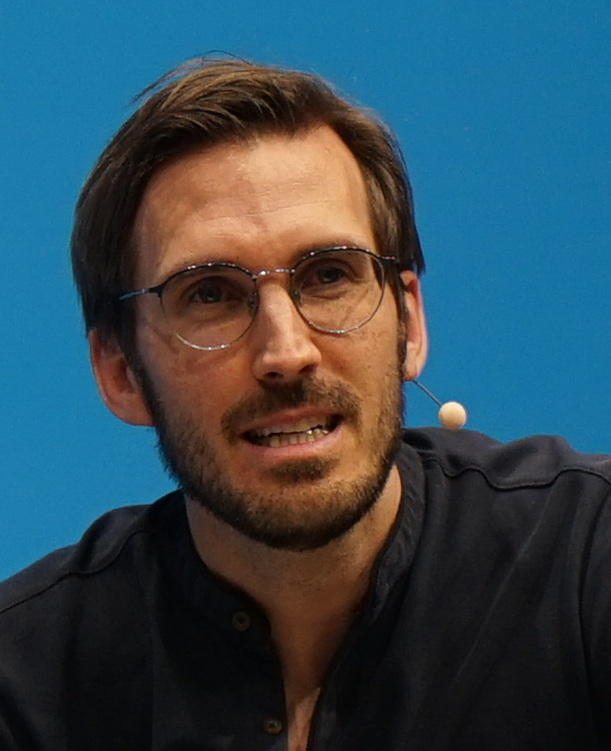
Yves Bossart (2022)

Yves Bossart (* 1983 in Luzern) ist ein Schweizer Philosoph, Autor und Moderator.

## Werdegang
Yves Bossart studierte Philosophie, Musikwissenschaften und Geschichte an den Universitäten Luzern, Zürich und Heidelberg. 2012 promovierte er an der Humboldt-Universität zu Berlin zum Thema «Ästhetik nach Wittgenstein. Eine systematische Rekonstruktion».
Er arbeitete als Gymnasiallehrer und ist seit 2013 Redaktor und Produzent bei der Sendung «Sternstunde Philosophie» des Schweizer Radio und Fernsehens (SRF). Seit Januar 2017 ist er auch Moderator der Sendung, die sonntags auf SRF 1 ausgestrahlt wird. 2014 erschien sein philosophisches Einführungsbuch «Ohne Heute gäbe es morgen kein Gestern. Philosophische Gedankenspiele» (Blessing). An der Realisation der Animationsfilmreihe «Filosofix – Philosophie animiert» war er massgeblich beteiligt. 2022 erschien sein Buch «Trotzdem lachen. Eine kurze Philosophie des Humors» (Blessing). Seit 2022 ist Bossart auch Host des Talk-Formats «Focus» auf SRF 3.
Yves Bossart ist seit 2020 regelmäßig Gast der Sendung "Giiget's?" am Samstagvormittag auf SRF 3. Er gibt regelmässig Interviews, hält Vorträge, moderiert Diskussionen und ist oft Gast im Schweizer Radio und Fernsehen. Er wirkte mehrmals auf der phil.cologne und am Zürcher Philosophie Festival mit. Sein Anliegen ist es, philosophische Fragen verständlich, lebensnah und unterhaltsam zu vermitteln. Bossart lebt mit seiner Frau und seinen beiden Töchtern in Zürich.

## Publikationen (Auswahl)
- Trotzdem lachen. Eine kurze Philosophie des Humors. Blessing, München 2022, ISBN 978-3-453-60455-1.
- Ohne Heute gäbe es morgen kein Gestern. Philosophische Gedankenspiele. Blessing, München 2014, ISBN 978-3-89667-529-3.
- Ästhetik nach Wittgenstein. Eine systematische Rekonstruktion. De Gruyter, Frankfurt u. a. 2013, ISBN 978-3-11-032052-7.

als Herausgeber
- Markward Bossart: Sehen soweit das Denken reicht. Eine Begegnung von Fotografie und Philosophie. Offizin, Zürich 2012, ISBN 978-3-907496-69-5.